# Pierre Grimal
Pierre Grimal (ur. 21 listopada 1912 w Paryżu, zm. 2 listopada 1996 tamże) – francuski filolog klasyczny (latynista) i historyk zajmujący się dziejami starożytnego Rzymu. Autor licznych opracowań poświęconych cywilizacji rzymskiej oraz tłumaczeń autorów łacińskich, m.in. dzieł zebranych Tacyta, Plauta, Terencjusza, twórczości Seneki, Cycerona, Apulejusza).

## Prace
- Miasta rzymskie, Warszawa, PWN, 1970 (tyt. oryg. Les villes romaines, PUF Que sais-je 657, 1954)
- Słownik mitologii greckiej i rzymskiej, Wrocław, Ossolineum, 1987 (tyt. oryg. Dictionnaire de la mythologie grecque et romaine, Presses Universitaires de France, 1951, 5. wyd. 1976)
- Miłość w Rzymie, Warszawa, PIW, 1990 (wyd. 2 pt. Miłość w starożytnym Rzymie, Warszawa, PIW, 2005; tyt. oryg. L’amour à Rome, Les Belles Lettres, 1979)
- Seneka, Warszawa, PIW, 1994 (tyt. oryg. Sénèque, ou la conscience de l’Empire, Les Belles Lettres, 1978)
- Marek Aureliusz, Warszawa, PIW, 1997 (tyt. oryg. Marc Aurèle, 1991)
- Agryppina, czyli Żądna władzy: siostra Kaliguli, żona Klaudiusza, matka Nerona kim była naprawdę, Warszawa, "Oskar", 1997 (tyt. oryg. Les mémoires d’Agrippine, De Fallois, 1992)
- Mitologia grecka, Warszawa, Volumen 1998 (tyt. oryg. La mythologie grecque, PUF Que sais-je 582, 9. wyd. 1978)
- Romans grecs et latins, Bibliothèque de la Pléiade, 1958
- Le siècle des Scipions, Rome et l’Hellénisme au temps des guerres puniques, Aubier, 2. wyd. 1975
- La littérature latine, PUF Que sais-je 376, 1965
- L’art des jardins, PUF Que sais-je 618, 3. wyd. 1974
- Le siècle d’Auguste, PUF Que sais-je 676, 1965
- Dans les pas des césars, Hachette, 1955
- Horace, Editions du Seuil, 1955
- La civilisation romaine, Arthaud, 4. wyd. 1970
- Italie retrouvée, PUF, 1979
- Nous partons pour Rome, PUF, 3. wyd. 1977
- Mythologies, Larousse, 1964
- Histoire mondiale de la femme, Nouvelle Librairie de France, 1965
- Etude de chronologie cicéronienne, Les Belles Lettres, 1977
- Essai sur l’art poétique d’Horace, Paris SEDES, 1968
- Le guide de l’étudiant latiniste, PUF, 1971
- La guerre civile de Pétrone, dans ses rapports avec la Pharsale, Les Belles Lettres, 1977
- Le Lyrisme à Rome, PUF, 1978
- Le théâtre antique, PUF Que sais-je 1732, 1978
- Le Quercy de Pierre Grimal, Arthaud, 1978
- Sénèque, PUF Que sais-je 1950, 1981
- Jérôme Carcopino, un historien au service de l’humanisme (wraz z C. Carcopino i P. Oubliac), Les Belles Lettres, 1981
- Rome, les siècles et les jours, Arthaud, 1982
- Virgile ou la seconde naissance de Rome, Arthaud, 1985
- Rome, la littérature et l'histoire, École française de Rome, 1986
- Cicéron, Fayard, 1986
- Les erreurs de la liberté, Les Belles Lettres, 1989
- Tacite, Fayard, 1990
- Le procès de Néron, De Fallois